# Unglaubliche Geschichten (2020)
Unglaubliche Geschichten ist eine US-amerikanische Abenteuer-Anthologie-Serie, die ab dem 6. März 2020 auf Apple TV+ erschien. Sie ist eine Neuauflage der gleichnamigen Fernsehserie von Steven Spielberg aus den Jahren 1985 bis 1987. Spielberg fungiert diesmal als Executive Producer neben Edward Kitsis und Adam Horowitz.

## Produktion und Veröffentlichung
Im Oktober 2015 wurde berichtet, dass NBC durch Universal Television ein Reboot der Serie von 1985 entwickeln würde, für das Bryan Fuller als Showrunner engagiert wurde. Er sollte auch das Drehbuch für die erste Episode schreiben. Im Oktober 2017 gab NBC bekannt, dass die Serie von Apple und Steven Spielbergs Amblin Television produziert wird. Bestellt wurden zehn Episoden mit einem Budget von jeweils 5 Millionen US-Dollar.
Anfang Februar 2018 stiegen Fuller und Hart Hanson aus dem Serienprojekt aus. Fuller soll eine düstere Auflage für Erwachsene geplant haben, während NBC eine familientaugliche Serie wollte. Im Mai 2018 wurde das Duo Edward Kitsis und Adam Horowitz als neue Showrunner eingesetzt.
Die Dreharbeiten für die Serie fanden unter dem Decknamen Puget Sound von November 2018 bis März 2019 in Georgia statt. Am 27. Februar 2019 meldete Don Handfield, dass die von ihm und Richard Rayner geschriebene Graphic Novel The Rift für eine Episode adaptiert werde.  Nach dem Tod von Robert Forster am 11. Oktober 2019 wurde bekannt, dass dieser als sein letztes Projekt einen Auftritt in einer Episode der Serie haben wird, die ihm gewidmet sein wird.
Am 18. Februar 2020 veröffentlichte Apple TV+ einen Trailer, in dem es heißt, dass die erste Staffel fünf Geschichten enthalten werde. Premiere hatte die Serie am 6. März 2020 bei Apple TV+.

## Episodenliste
| Nr. | Deutscher Titel      | Originaltitel        | Erstveröffentlichung USA | Deutschsprachige Erstveröffentlichung (D) | Regie          | Drehbuch                       |
| --- | -------------------- | -------------------- | ------------------------ | ----------------------------------------- | -------------- | ------------------------------ |
| 1 | Der Keller           | The Cellar           | 6. März 2020             | 6. März 2020                              | Chris Long     | Jessica Sharzer                |
| Sam wird in einem alten Haus, das er mit seinem Bruder Jack restauriert, in das Jahr 1919 versetzt. Dort verliebt er sich in Evelyn, die er mit sich zurück nach 2019 bringen will. Besetzung: Dylan O’Brien als Sam, Micah Stock als Jack, Victoria Pedretti als Evelyn |                      |                      |                          |                                           |                |                                |
| 2 | Das Rennen           | The Heat             | 13. März 2020            | 13. März 2020                             | Sylvain White  | Chinaka Hodge                  |
| Nach ihrem Unfalltod wandelt die Läuferin Tuka, unsichtbar für andere, weiter auf Erden. Sie kann nur von ihrer besten Freundin Sterling gehört werden, wenn diese schnell läuft, und hilft ihr so beim Training für ein Rennen. Sie hält dies für die Aufgabe, die sie noch erledigen muss, bevor sie weiterziehen kann. Besetzung: Hailey Kilgore als Tuka, E’myri Crutchfield als Sterling |                      |                      |                          |                                           |                |                                |
| 3 | Dynoman und der Volt | Dynoman and the Volt | 20. März 2020            | 20. März 2020                             | Susanna Fogel  | Peter Ackerman                 |
| Als der Großvater des Comicfans Dylan nach einer Operation zu seinem Sohn Mike zieht, kommt per Post ein Päckchen an, das er vor sechzig Jahren aus einem Comicheft bestellt hatte. Der Ring des Helden Dynoman verleiht Großvater Joe dessen Superkräfte. Doch nachdem dieser seinen Enkel enttäuscht, verwandelt Dylan sich in Dynomans Gegenspieler Volt. Besetzung: Robert Forster als Joe, Tyler Crumley als Dylan, Kyle Bornheimer als Mike |                      |                      |                          |                                           |                |                                |
| 4 | Koma                 | Signs of Life        | 27. März 2020            | 27. März 2020                             | Michael Dinner | Leah Fong                      |
| Als Sara aus einem sechsjährigen Koma erwacht, hat sie Schwierigkeiten, an ihr altes Leben mit ihrer Tochter Alia anzuknüpfen. Sie zeigt seltsame, neue Verhaltensweisen und trifft sich mit dem mysteriösen Wayne, der ebenfalls aus einem langen Koma erwacht war. Ihre Körper werden von Wesen einer anderen Welt bewohnt, die nach Hause wollen. Besetzung: Michelle Wilson als Sara, Sasha Lane als Alia, Josh Holloway als Wayne Wilkes |                      |                      |                          |                                           |                |                                |
| 5 | Der Riss             | The Rift             | 3. Apr. 2020             | 3. Apr. 2020                              | Mark Mylod     | Don Handfield & Richard Rayner |
| Diese Episode ist eine Adaption der gleichnamigen Graphic Novel von Don Handfield und Richard Rayner. Mary Ann und ihr Stiefsohn Elijah sind in Ohio unterwegs, als aus einem Riss im Himmel ein Pilot des Zweiten Weltkriegs neben ihnen abstürzt. Er muss durch den Riss wieder zurück, denn ansonsten werden durch die Anomalie die Menschen der Gegenwart in Ohio gefährdet, doch Elijah will den Soldaten davor retten, im Krieg zu sterben. Besetzung: Kerry Bishé als Mary Ann, Duncan Joiner als Elijah, Austin Stowell als Lieutenant Theodore Cole |                      |                      |                          |                                           |                |                                |